# Авангард (стадион, Домодедово)
«Авангард» — стадион в городе Домодедово Московской области. Домашняя арена футбольного клуба «Велес», выступающего во Второй лиге.

## История
Строительство стадиона началось в августе 2003 года. Открыт в сентябре 2007 года при участии губернатора Московской области Бориса Громова, к этому времени была завершена первая очередь строительства.
В 2017 году прошла реконструкция в рамках подготовки к проведению чемпионата мира 2018. Вместе с гостиницей «Рамадан» стадион входил в число тренировочных баз команд-участниц мундиаля.
Помимо «Велеса», является домашним стадионом для команды московского «Торпедо», участвующей в первенстве Молодёжной футбольной лиги. Ранее также принимал домашние матчи футбольных команд «Чертаново» Москва (2018, ФНЛ), «Домодедово» (2014—2017, второй дивизион / ПФЛ), «МВД России» Москва (2008 — второй дивизион, 2009 — первый дивизион), «Витязь» Подольск (2008, первый дивизион), «Пересвет» Домодедово (2021—2023, ФНЛ-2 / Вторая лига).
Стадион имеет одну трибуну. На противоположной от неё стороне, за забором, в период коронавирусных ограничений с запретом зрителей, болельщики «Урала» и «Волгаря» поддерживали свои команды в матчах против «Велеса», наблюдая за играми с вышки арендованной машины-автокрана.

## Технические характеристики
трибуна для зрителей (крытая)
- количество мест — 5503
- VIP зона — 41

футбольное поле «Авангард»
- размеры поля: 104 × 68 м
- искусственный газон
- 8 беговых дорожек

футбольные поля на Олимпийской аллее и «Темп»
- размеры поля: 90 × 60 м
- искусственный газон